# Kaichirō Samura
Kaichirō Samura (佐村嘉一郎 Kaichirō Samura?,  13 de noviembre de 1880 -  6 de noviembre de 1964) fue un judoca japonés. Ostentaba el grado de décimo dan en judo de la Kodokan y era un maestro en judo de la Dai Nippon Butoku Kai. También es miembro del Salón de la Fama del Judo de la Kodokan.

## Biografía
Nació en la prefectura de Fukuoka, Japón. Desde su infancia, se entrenó en judo en la Kodokan. En 1897, se convirtió en profesor de judo en la sede central de la Dai Nippon Butoku Kai en Kioto. En agosto de 1903, se trasladó a la Escuela Secundaria Superior Número 7 de Kagoshima. Luego, pasó a ser instructor de judo en la Escuela Normal Superior de Hiroshima antes de regresar a la sede central de la Dai Nippon Butoku Kai, donde se convirtió en profesor principal del departamento de judo de la Escuela Especializada en Artes Marciales.
En 1929, fue uno de los árbitros en el Festival Nacional de Artes Marciales conmemorativo de la Gran Celebración Imperial. En 1934, fue árbitro y participante en la competencia especial de randori en el Festival Nacional de Artes Marciales conmemorativo del nacimiento del Príncipe Heredero.